# Noshiro (incrociatore)
Il Noshiro fu un incrociatore leggero della Marina imperiale giapponese, entrato in servizio nel giugno 1943 come seconda unità della classe Agano.
Attivo durante la seconda guerra mondiale, l'incrociatore operò nel Pacifico centrale e meridionale durante gli scontri della campagna delle isole Gilbert, della campagna di Bougainville e della battaglia di Biak, oltre a prendere parte alla vasta battaglia del Mare delle Filippine tra il 19 e il 20 giugno 1944. Impegnato con il grosso delle forze navali giapponesi nella decisiva battaglia del Golfo di Leyte, durante le ultime fasi dello scontro il 26 ottobre 1944 il Noshiro fu attaccato da velivoli decollati dalle portaerei statunitensi, venendo infine colato a picco nelle acque a sud di Mindoro.

## Storia

### Entrata in servizio e prime operazioni
Impostata il 4 settembre 1941 nei cantieri dell'arsenale navale di Yokosuka, la nave venne varata il 19 luglio 1942 con il nome di Noshiro in onore dell'omonima città del Giappone; l'unità entrò quindi in servizio il 30 giugno 1943, venendo assegnata in forza alla 1ª Flotta per svolgere esercitazioni nelle acque del Giappone e lavori a Yokosuka. Conclusa la fase di messa a punto, il 15 agosto il Noshiro fu riassegnato alla 2ª Flotta come nave ammiraglia della 2ª Squadriglia cacciatorpediniere del contrammiraglio Tamotsu Takama, che trasferì la sua insegna dall'incrociatore Nagara; salpato da Yashima il 17 agosto con a bordo un contingente di soldati, il Noshiro raggiunse la base avanzata di Truk il 23 agosto seguente.
Il 18 settembre 1943 l'incrociatore prese parte alla sua prima operazione bellica, compiendo una sortita da Truk con il grosso della Flotta Combinata del viceammiraglio Jisaburō Ozawa per tentare di intercettare le portaerei statunitensi intente ad attaccare le basi giapponesi nelle isole Gilbert; la sortita andò a vuoto, e la squadra di Ozawa rientrò a Truk il 25 settembre senza essere riuscita a entrare in contatto con il nemico. La Flotta Combinata compì una nuova sortita il 17 ottobre, dopo la segnalazione della presenza delle portaerei statunitensi al largo dell'Isola di Wake: il Noshiro scortò le unità maggiori durante la sortita e fu anche distaccato per tentare il soccorso dell'equipaggio di un idrovolante dell'incrociatore Mogami finito disperso in mare, ma ancora una volta il colpo giapponese andò a vuoto e le navi rientrarono a Truk il 26 ottobre. Dopo lo sbarco statunitense a Bougainville il 1º novembre, il Noshiro salpò da Truk il 3 novembre di scorta agli incrociatori della 2ª Flotta dell'ammiraglio Takeo Kurita, raggiungendo la base di Rabaul il 3 novembre per operare contro la testa di ponte nemica. Il 5 novembre, mentre le unità si stavano rifornendo di carburante a Rabaul, la squadra di Kurita cadde vittima di una violenta incursione aerea statunitense, ritrovandosi con gran parte delle sue unità gravemente danneggiate; nel corso del raid il Noshiro venne raggiunto da un siluro statunitense, che tuttavia non esplose.
Dopo una sortita a vuoto da Rabaul tra il 6 e 7 novembre in coppia con l'incrociatore leggero Agano, l'11 novembre il Noshiro fu mitragliato da velivoli statunitensi mentre era alla fonda nella rada di Rabaul, subendo alcuni danni minori allo scafo. Quella stesso 11 novembre l'unità lasciò Rabaul per scortare a Truk il danneggiato incrociatore pesante Maya, ma il 12 novembre fu distaccata per andare a soccorrere l'Agano, finito immobilizzato dopo essere stato silurato dal sommergibile statunitense USS Scamp al largo di Kavieng; le unità rientrarono quindi a Truk il 15 novembre. Dopo l'avvio degli sbarchi statunitensi nelle Gilbert il 20 novembre, il Noshiro incrociò nelle acque delle isole Marshall per trasportare truppe di rinforzo alle guarnigioni giapponesi della zona, prima di fare rientro a Truk il 5 dicembre; il 21 dicembre l'incrociatore lasciò Truk per soccorrere la petroliera Terukawa Maru, silurata da un sommergibile statunitense al largo dell'Isola Dublon, ma fu richiamato indietro dopo che la nave affondò.

### Operazioni nel 1944
Il 30 dicembre 1943 il Noshiro lasciò Truk in squadra con l'incrociatore leggero Oyodo e tre cacciatorpediniere per trasportare 600 soldati e 1 500 tonnellate di rifornimenti a Kavieng nella Nuova Irlanda, dove arrivò il 1º gennaio 1944; poco dopo aver completato lo scarico delle truppe, le navi giapponesi caddero vittima di un'incursione dei velivoli delle portaerei USS Bunker Hill e USS Monterey. Una bomba statunitense centrò e mise fuori uso la torre d'artiglieria numero 2 del Noshiro, danneggiato anche da un secondo ordigno esploso a dritta della prua; oltre ai danni, l'incrociatore dovette registrare anche dieci morti tra l'equipaggio. Scortato dall'Oyodo, il Noshiro rientrò quindi a Truk il 2 gennaio dove svolse lavori di riparazione d'emergenza. Il 18 gennaio l'incrociatore lasciò Truk per rientrare a Yokosuka di scorta alle portaerei Zuiho e Un'yo; il giorno dopo, a sud-est di Guam, la Un'yo fu silurata dal sommergibile statunitense USS Haddock e il Noshiro la prese a rimorchio trainandola in salvo a Saipan. Arrivato a Yokosuka il 24 gennaio, il Noshiro fu quindi messo in bacino di carenaggio per sottoporsi a lavori di riparazione e ammodernamento proseguiti dal 1º al 28 febbraio.
Ancora designato come nave ammiraglia della 2ª Squadriglia cacciatorpediniere agli ordini del contrammiraglio Mikio Hayakawa, il Noshiro raggiunse la base di Singapore il 9 aprile 1944 dove si unì al resto della Flotta Combinata. Spostatosi nella base avanzata di Tawi-Tawi nelle Filippine l'11 maggio, l'incrociatore svolse missioni di trasporto truppe a Davao sfuggendo anche, il 18 maggio, a un tentativo di siluramento da parte del sommergibile USS Gurnard. Dopo l'avvio della battaglia di Biak in Nuova Guinea il 27 maggio, il Noshiro fu assegnato alle missioni di rinforzo della guarnigione giapponese a Biak (operazione KON), e il 10 giugno lasciò Tawi-Tawi di scorta alle navi da battaglia Yamato e Musashi; dopo essere arrivata a Batjan il 12 giugno, la formazione fu tuttavia richiamata indietro dopo che le forze aeronavali statunitensi ebbero lanciato l'invasione delle isole Marianne, arcipelago strategico per la difesa del Giappone.
Riunitosi alla Flotta Combinata dell'ammiraglio Ozawa il 17 giugno al largo di Mindanao, il Noshiro partecipò quindi tra il 19 e il 20 giugno seguenti alla battaglia del Mare delle Filippine contro la flotta statunitense intenta ad appoggiare gli sbarchi anfibi nelle Marianne; le forze giapponesi subirono una pesante disfatta nella battaglia, nel corso della quale il Noshiro non subì attacchi. Dopo essersi diretto a Okinawa il 22 giugno, l'incrociatore rientrò in Giappone e alla fine del mese fu messo in cantiere a Kure per lavori di manutenzione e potenziamento dell'armamento antiaereo; la nave tornò in azione l'8 luglio, quando trasportò truppe e rifornimenti dal Giappone a Singapore dove arrivò il 19 luglio. Il Noshiro rimase a Singapore per i seguenti tre mesi, svolgendo manovre di addestramento in vista della decisiva battaglia preparata dal comando giapponese ai danni della flotta statunitense, diretta a invadere le Filippine.

### La battaglia del Golfo di Leyte

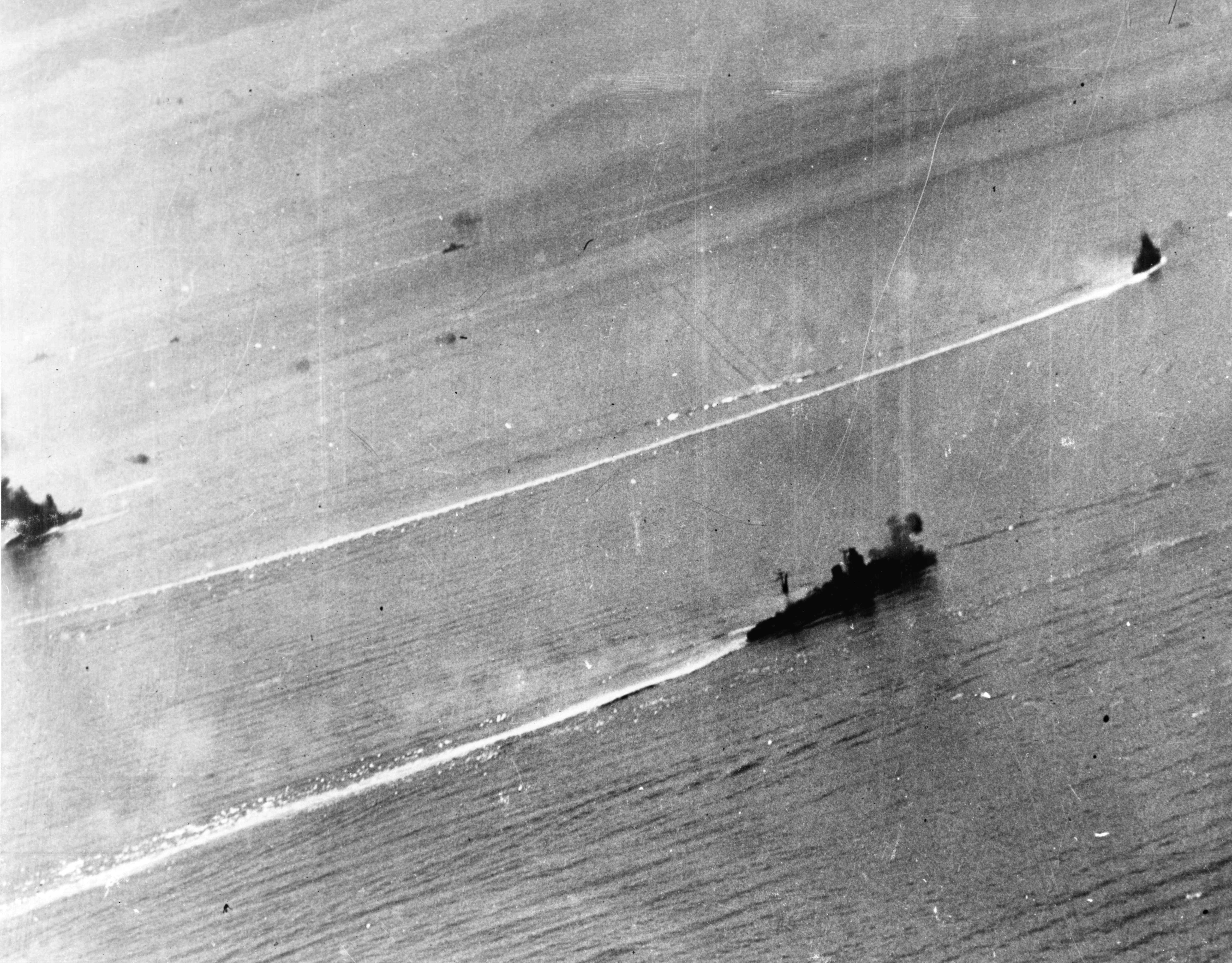
Il Noshiro (in primo piano) e altre unità giapponesi sotto attacco aereo da parte dei velivoli statunitensi il 24 ottobre 1944 nel Mar di Sibuyan

Il 18 ottobre il Noshiro si trasferì con il nucleo centrale della flotta giapponese da Singapore alla baia del Brunei, dove si rifornì in vista della sortita volta ad attaccare le navi statunitensi segnalate al largo di Leyte nelle Filippine; il 20 ottobre, con l'avvio degli sbarchi statunitensi a Leyte, la flotta giapponese lasciò l'ancoraggio per attuare la progettata operazione Shō-Gō 1, un attacco a tenaglia contro le unità nemiche sfociato quindi, tra il 23 e il 26 ottobre seguenti, nella decisiva battaglia del Golfo di Leyte. Assegnato alla Forza Centrale dell'ammiraglio Takeo Kurita, il Noshiro rivendicò l'abbattimento di tre velivoli nemici durante gli scontri nel Mar di Sibuyan del 24 ottobre, mentre il 25 ottobre, durante la battaglia con le forze statunitensi al largo dell'isola di Samar, l'incrociatore danneggiò con i suoi grossi calibri la portaerei di scorta statunitense USS White Plains e contribuì a colare a picco la portaerei di scorta USS Gambier Bay; nel corso della confusa azione l'incrociatore giapponese fu raggiunto da un colpo di grosso calibro di un cacciatorpediniere statunitense che causò un morto e tre feriti tra l'equipaggio, oltre a essere sfiorato da varie bombe sganciate da velivoli nemici che causarono danni allo scafo e ai serbatoi di carburante.
La superiorità aerea statunitense obbligò infine la flotta giapponese a ritirarsi dalle acque di Leyte dopo aver subito numerose perdite. Nel corso della manovra di ritirata delle forze di Kurita, mentre navigava a sud di Mindoro il Noshiro si ritrovò alle 08:34 del 26 ottobre sotto l'attacco di circa 80 velivoli Grumman TBF Avenger decollati dalle portaerei USS Wasp e USS Cowpens: una bomba centrò il deposito delle munizioni antiaeree dell'incrociatore causando un incendio, domato dopo poco; una ventina di minuti più tardi, dopo aver evaso alcuni attacchi, il Noshiro fu però centrato sul lato di sinistra da un siluro, subendo un vasto allagamento interno che causò lo spegnimento delle caldaie e uno sbandamento di 16° sulla sinistra. Il cacciatorpediniere Hamanami si avvicinò quindi per prendere a bordo il contrammiraglio Hayakawa e il suo stato maggiore.
L'equipaggio del Noshiro riuscì a ridurre lo sbandamento a 8° tramite l'allagamento controllato di alcuni locali dal lato opposto dello scafo, ma alle 10:20, quando i cacciatorpediniere di scorta si preparavano a prendere a rimorchio l'immobilizzato incrociatore, una nuova incursione degli Avenger della Hornet si abbatté sulle unità giapponesi: il Noshiro fu centrato da un siluro sul lato di dritta, e iniziò rapidamente ad affondare di prua. Intorno alle 11:00 fu ordinato l'abbandono della nave, che sprofondò infine una decina di minuti dopo nella posizione 11°42′N 121°41′E portando con sé i corpi di 82 membri dell'equipaggio; i cacciatorpediniere Akishimo e Hamanami riuscirono a trarre in salvo 628 naufraghi dell'unità.